# محمد الشمراني (لاعب كرة قدم مواليد 1989)
محمد عبد الله الشمراني (مواليد 17 يوليو 1989) هو لاعب كرة قدم سعودي يلعب في نادي الإعتماد.

## مسيرة اللاعب
لعب في نادي الزلفي ونادي الثقبة ونادي عفيف ونادي اللواء ونادي قلوة ونادي الإعتماد.